# Esine
Esine là một đô thị trong tỉnh tỉnh Brescia thuộc vùng Lombardia, Ý. Đô thị này có diện tích 30 km², dân số 4707 người. Các đô thị giáp ranh gồm: 
Berzo Inferiore, Bovegno, Cividate Camuno, Darfo Boario Terme, Gianico, Piancogno